# España en los Juegos Paralímpicos de Heidelberg 1972
España estuvo representada en los Juegos Paralímpicos de Heidelberg 1972 por un total de veinte deportistas, once hombres y nueve mujeres.

## Medallistas
El equipo paralímpico español obtuvo las siguientes medallas:
| Nombre                   | Deporte  | Evento                    |
| ------------------------ | -------- | ------------------------- |
| Oro                      |          |                           |
| —                        |          |                           |
| Plata                    |          |                           |
| Bertrand de Five Pranger | Natación | 50 m libre 4 masculino    |
| Bertrand de Five Pranger | Natación | 75 m estilos 4 masculino  |
| Francisco Benítez        | Natación | 100 m libre 6 masculino   |
| Francisco Benítez        | Natación | 100 m espalda 6 masculino |
| Bronce                   |          |                           |
| —                        |          |                           |